# William Barta
William „Will” Barta (ur. 4 stycznia 1996 w Boise) – amerykański kolarz szosowy.

## Osiągnięcia
Opracowano na podstawie:

2013
- 1. miejsce w klasyfikacji młodzieżowej Tour de l’Abitibi
  - 1. miejsce na 3. etapie

2014
- 3. miejsce w Wyścigu Pokoju Juniorów
- 3. miejsce w Tour du Pays de Vaud
  - 1. miejsce na 1. etapie
- 1. miejsce w klasyfikacji punktowej Trofeo Karlsberg
  - 1. miejsce na etapie 2a
- 2. miejsce w mistrzostwach Stanów Zjednoczonych juniorów (jazda indywidualna na czas)

2017
- 2. miejsce w mistrzostwach Stanów Zjednoczonych U23 (jazda indywidualna na czas)

2018
- 3. miejsce w Le Triptyque des Monts et Chateaux

## Rankingi
| Rok              | 2015  | 2016  | 2017  | 2018  | 2019 | 2020 | 2021  | 2022  | 2023 | 2024 |
| ---------------- | ----- | ----- | ----- | ----- | ---- | ---- | ----- | ----- | ---- | ---- |
| World Ranking    |       | 2404. | 1249. | 1498. | -    | 385. | 1588. | 1717. | 355. | -    |
| UCI Europe Tour  | 1100. | 1598. | 1019. | 1174. |      |      |       |       |      |      |
| UCI America Tour | -     | -     | 244.  | -     | -    | 28.  | 257.  | 261.  | 34.  | 50.  |
|                  |       |       |       |       |      |      |       |       |      |      |
| Źródło: UCI      |       |       |       |       |      |      |       |       |      |      |